# Andrena murana
Andrena murana là một loài Hymenoptera trong họ Andrenidae. Loài này được Warncke mô tả khoa học năm 1967.